# Muorjak, Lappland
Muorjak är en sjö i Arjeplogs kommun i Lappland och ingår i Piteälvens huvudavrinningsområde. Sjön har en area på 0,24 kvadratkilometer och ligger 719 meter över havet.

## Delavrinningsområde
Muorjak ingår i det delavrinningsområde (738384-159437) som SMHI kallar för Mynnar i Skierfajaure. Medelhöjden är 672 meter över havet och ytan är 22,4 kvadratkilometer. Det finns inga avrinningsområden uppströms utan avrinningsområdet är högsta punkten. Vattendraget som avvattnar avrinningsområdet har biflödesordning 2, vilket innebär att vattnet flödar genom totalt 2 vattendrag innan det når havet efter 253 kilometer. Avrinningsområdet består mestadels av skog (79 procent) och kalfjäll (16 procent). Avrinningsområdet har 0,39 kvadratkilometer vattenytor vilket ger det en sjöprocent på 1,7 procent.